# Gustavo Adolpho da Silveira
Gustavo Adolpho da Silveira (Passos, 25 de janeiro de 1855 - Rio de Janeiro, 1926) foi um engenheiro ferroviário que atuou em diferentes empresas e estados do Brasil. 

## Biografia

### Vida pessoal
Filho de Urias Antonio da Silveira e de Francisca Josephina da Silveira, Gustavo Adolpho da Silveira nasceu na cidade de Passos, Minas Gerais. Mudou-se para a cidade do Rio de Janeiro onde estudou e trabalhou grande parte de sua vida. Foi casado com Thereza Sampaio, com quem teve duas filhas: Carmen Feijó Bittencourt e Maria de Lourdes Rodrigues de Carvalho. Em 1889 se deslocou até Portugal para tratar de um problema de saúde. Faleceu na cidade do Rio de Janeiro em 1926.

### Vida profissional
Estudou no Externato Aquino e depois cursou Farmácia na Escola Polytechnica do Rio de Janeiro. Pouco tempo depois, ingressou no curso de Engenharia Civil da Escola Polytechnica e se formou em 1877. Para concluir o curso de engenharia, Gustavo Adolpho da Silveira trabalhou nas antigas oficinas de locomoção de Engenho de Dentro, da então Companhia Dom Pedro II, exercendo a função de Desenhista e logo depois Engenheiro-Chefe.
Entre os anos de 1881 e 1889 trabalhou no Estado da Bahia na cidade de Aramari, atuando como diretor de linha de uma companhia férrea e contribuindo na montagem das oficinas de locomoção da cidade.
Ainda em 1889 o engenheiro começou a trabalhar na antiga Companhia Paulista de Estradas de Ferro, contratado especialmente para realizar alguns melhoramentos na via. Ele trabalhou neste local até o final do século XIX e seu trabalho mais notório foi o projeto e execução da principal oficina da companhia, localizada na cidade de Jundiaí (atual Complexo Fepasa). Finalizando a construção de tal oficina, retornou ao Estado do Rio de Janeiro para trabalhar como Diretor da Estrada de Ferro Central do Brasil, cargo do qual exerceu até 1903.
Gustavo Adolpho da Silveira também trabalhou como fiscal na companhia The Rio de Janeiro Tramway Light and Power Limited; como diretor geral da Empresa Brasileira de Correios e Telégrafos; e ainda como como consultor técnico e posteriormente como diretor geral de obras públicas do Ministério de Viação e Obras Públicas.
Foi também fundador e sócio do Clube de Engenharia do Rio de Janeiro.
Como manifestação de homenagem, seu nome foi dado a uma estação da Central do Brasil e a uma rua na cidade de Belo Horizonte.